# Ronny Johnsen
Jean Ronny Johnsen (Sandefjord, Noruega, 10 de junio de 1969) es un exfutbolista noruego, se desempeñaba como defensa o centrocampista defensivo y se retiró en 2008 jugando para el Vålerenga.

## Carrera
Nació en Sandefjord, pero pasó su juventud en Stokke, donde jugó con los equipos locales de Sem IF y Stokke IL. En su adolescencia mostró capacidades para ser atleta profesional en carreras de velocidad, pero como no le gustaba lo dejó a los 15 años y se dedicó completamente al fútbol. Debutó como profesional en 1987 jugando como delantero en el Eik IF de la Primera División de Noruega (segunda categoría del fútbol de su país), pero el entrenador Nils Johan Semb lo comenzó a utilizar en el campo como defensa central. Johnsen quería jugar como delantero y tras ser transferido al Lyn de la Eliteserien en 1992 volvió a esa posición.
A mediados de la temporada 1994 fue transferido al Lillestrøm SK, donde jugó más como defensor que delantero, antes de llegar al Beşiktaş en 1995. Tras media temporada en Turquía, el entrenador del Manchester United, Alex Ferguson, se acercó a él con la intención de que fichara por el club. Aunque inicialmente rechazó la oferta, en 1996 firmó un contrato de cinco años con el cuadro inglés por 1.2 millones de libras esterlinas, con lo que se transformó en el defensor noruego más caro de la historia hasta ese momento.
Durante su tiempo en el United ganó cuatro títulos de liga (1996-97, 1998-99, 1999-2000 y 2000-01), la FA Cup de 1998-99 y la Liga de Campeones de la UEFA de 1998-99. Jugó como mediocampista en la victoria sobre la Juventus en Italia por las semifinales del torneo, además de la final disputada en Barcelona, donde hizo dupla en la defensa con el neerlandés Jaap Stam. Marcó su primer gol con el equipo inglés contra el Chelsea por la Community Shield de 1997 y, en un total de seis temporadas, marcó ocho tantos entre todas las competencias. En la temporada 2001-02 dejó el club como agente libre tras finalizar su contrato.
En 2002 realizó una prueba junto a su compañero de selección Øyvind Leonhardsen en el Schalke 04, pero finalmente decidió firmar con el Aston Villa. Con el equipo disputó en un período de dos temporadas un total de 56 encuentros y marcó un único tanto, frente al Leeds United por la Premier League, en febrero de 2004. Pasó por un período de prueba en el Southampton e incluso disputó un amistoso contra el ChievoVerona, pero no logró llegar a acuerdo, por lo que finalmente firmó con el Newcastle, con el que solo estuvo una temporada y disputó un par de partidos hasta ser liberado con dudas sobre su condición física.
En febrero de 2005 anunció su retiro del fútbol profesional, pero cambió de opinión y firmó un contrato de un año con el Vålerenga noruego. Renovó en otras tres ocasiones su vínculo con el club (para las temporadas 2006, 2007 y 2008), hasta que finalmente dejó la actividad el 3 de noviembre de 2008 en la derrota por 1-0 contra el SK Brann.

## Estadísticas en clubes
Fuente: TV 2
| Club              | País       | Año         | Partidos | Goles |
| FC Lyn Oslo       | Noruega    | 1992 - 1993 | 31       | 7     |
| Lillestrøm SK     | Noruega    | 1994 - 1995 | 23       | 4     |
| Beşiktaş JK       | Turquía    | 1995 - 1996 | 22       | 1     |
| Manchester United | Inglaterra | 1996 - 2002 | 99       | 7     |
| Aston Villa FC    | Inglaterra | 2002 - 2004 | 49       | 1     |
| Newcastle United  | Inglaterra | 2004        | 3        | 0     |
| Vålerenga Fotball | Noruega    | 2005 - 2008 | 59       | 6     |

## Palmarés

### Campeonatos nacionales
| Título           | Club              | País       | Año       |
| ---------------- | ----------------- | ---------- | --------- |
| Premier League   | Manchester United | Inglaterra | 1996-97   |
| Community Shield | Manchester United | Inglaterra | 1997      |
| Premier League   | Manchester United | Inglaterra | 1998-99   |
| FA Cup           | Manchester United | Inglaterra | 1998-99   |
| Premier League   | Manchester United | Inglaterra | 1999-2000 |
| Premier League   | Manchester United | Inglaterra | 2000-01   |
| Tippeligaen      | Vålerenga         | Noruega    | 2005      |

### Campeonatos internacionales
| Título                       | Club              | País       | Año     |
| ---------------------------- | ----------------- | ---------- | ------- |
| Liga de Campeones de la UEFA | Manchester United | Inglaterra | 1998-99 |

### Distinciones individuales
| Distinción     | Año  |
| -------------- | ---- |
| Premio Kniksen | 2008 |